# Володарский, Александр Ефимович
Алекса́ндр Ефи́мович Волода́рский (род. 18 декабря 1954 года, Киев) — советский и украинский писатель, драматург, сценарист, редактор.

## Биография
В 1971—1977 годах учился в МВТУ им. Баумана.
В 1988 году окончил Высшие театральные курсы при Российском университете театрального искусства.
В 1990-е годы был заместителем редактора юмористической газеты «Блин» (первой на Украине).
В 1991 году стал лауреатом первого фестиваля «Море смеха» (MORE SMEHA) имени Аркадия Райкина (Рига, 1991) с В. Шендеровичем и А. Новиченко..
В 1993 году основал в газете «Киевские ведомости» юмористический отдел — «Клуб Голохвастова» (совместно с Яном Таксюром) и был его редактором в течение восемнадцати лет.

## Творчество
Печатался во множестве периодических изданий:
- «Литературная газета»
- «Юность»
- «Неделя»
- «Радуга»
- «Фонтан»
- «Флорида» (США)
- «Бесэдер?» (Израиль)
- и многих других

Написал множество монологов, которые читали:
- Мария Миронова
- Клара Новикова
- Владимир Винокур
- Геннадий Хазанов
- Ефим Шифрин
- Евгений Петросян.

Писал цирковые репризы для:
- Юрия Куклачёва.

- Автор ряда телепрограмм украинского телевидения,
- Автор сценариев нескольких мультфильмов:

- «Шел трамвай 9-й номер» (режиссёр Степан Коваль), приз «Серебряный Медведь» на Берлинском кинофестивале (2002).

| Год       | Название                          |
| --------- | --------------------------------- |
| 2021      | Колір помсти (Украина)            |
| 2020      | Цвет страсти (Украина)            |
| 2020      | 2020 На твоей стороне-2 (Украина) |
| 2019      | На твоей стороне (Украина)        |
| 2017      | Обручка з рубіном (Украина)       |
| 2016      | Пятая стража                      |
| 2016      | 3 сезон. Схватка \| 146-я серия   |
| 2015      | Клан ювелиров (Украина)           |
| 2013-2014 | Сашка (Украина)                   |
| 2012      | Джамайка                          |
| 2011      | Пончик Люся (Россия, Украина)     |
| 2010-2011 | Маруся (все сезоны)               |
| 2010      | Золушка с прицепом (Украина)      |
| 2010      | Домашній арешт (Украина)          |
| 2009      | Недоторкані (Украина)             |
| 2008      | «Сила притяжения»                 |
| 2003      | Комедийный коктейль               |
| 2003      | 18-я серия                        |
| 2002-2004 | Дружная семейка                   |
| 2002      | 14-я серия                        |
| 2002      | 16-я серия                        |
| 2003      | Фильм №19                         |
| 1985-1989 | Фитиль (короткометражный)         |
| 1985      | №279                              |
| 1986      | №283                              |
| 1989      | №328                              |

Автор пьес:
- «Людовик и фрейлина» (2004) (лонг-лист конкурса «Премьера»)
- «Миллион за родинку» (2007) (лонг-лист конкурса «Действующие лица»)
- «Вредная Настя» (2009) (лонг-лист «Премьера», «Баденвайлер»)
- «Орловская порода» (2012)
- «Селфи со склерозом» (2014—2016)
- «Контрабас разбушевался»( 2017)
- «Лена не пришла домой» ( 2017)
- «Будьте вы счастливы!» (2018)
- «Як козаки з піратами зустрілися» (2019)
- «Кто поедет в Милан» (2021)
- «В Португалії зараз тепло» 2022
- «Оксана ы Музикант, або Сирники для Бетховена» 2024

Автор книг:
- «Грустный анекдот», издательство «Искусство», 1991 год, Москва.
- «Миллион за родинку», издательство «АСТ-Зебра-Е», 2008 год, Москва.
- «ЖЗЛ или Жизнеописание занимательных личностей», издательство «Радуга», 2014 год, Киев.
- "Мой Ионыч", издательство "Саммит-книга, 2020 год, Киев

## Интернет-публикации
- Живой Журнал Александра Володарского
- Александр Володарский. ЖЗЛ (Жизнеописания занимательных личностей)
- Публикации в журнале «Радуга»
- Публикации в журнале «Флорида»